# Marco Fulvio Flacco (console 264 a.C.)
Marco Fulvio Flacco (latino: Marcus Fulvius Flaccus) (fl. III secolo a.C.) è stato un politico romano.

## Biografia
Fu eletto console con Appio Claudio Caudice nel 264 a.C., l'anno in cui iniziò la prima guerra punica. Durante il suo consolato vi furono i primi combattimenti gladiatori nel Foro Boario.